# برونوين مانتيل
برونوين مانتيل هي ممثلة كندية، ولدت في 29 أكتوبر 1950 بمونتريال في كندا.

## أعمال

### مسلسلات
- آرثر

## وصلات خارجية
- برونوين مانتيل على موقع IMDb (الإنجليزية)
- برونوين مانتيل على موقع قاعدة بيانات الأفلام العربية
- برونوين مانتيل على موقع ألو سيني (الفرنسية)
- برونوين مانتيل على موقع أول موفي (الإنجليزية)
- برونوين مانتيل على موقع قاعدة بيانات الأفلام السويدية (السويدية)
- برونوين مانتيل على موقع قاعدة بيانات الفيلم (الإنجليزية)
- برونوين مانتيل على موقع كينوبويسك (الروسية)